# Krystyna Sienkiewicz
Krystyna Waleria Sienkiewicz (14 tháng 2 năm 1935 tại Ostrów Mazowiecka - 12 tháng 2 năm 2017 tại Warszawa) là nữ diễn viên và ca sĩ người Ba Lan.

## Tiểu sử
Krystyna Waleria Sienkiewicz sinh vào ngày 14 tháng 2 năm 1935 tại Ostrów Mazowiecka. Cha mẹ bà qua đời trong Thế chiến II (cha bà bị sát hại trong trại tập trung Oranienburg,  mẹ bà mất sau một trận ốm). Năm 1945, bà được người dì nhận nuôi và chuyển đến sống tại Szczytno.
Năm 1957, bà tốt nghiệp Học viện Mỹ thuật Warszawa. Sienkiewicz. Nhà phê bình phim nổi tiếng người Ba Lan, Krzysztof Teodor Toeplitz đã ca ngợi bà như một hiện tượng màu hồng của STS (óżowe zjawisko STS-u, (STS;  Studencki Teatr Satyryków, Nhà hát Sinh viên khoa Nghệ thuật châm biếm)).
Năm 1958, Sienkiewicz tham gia bộ phim Farewells của Wojciech Has. Từ thời điểm đó, bà xuất hiện trong hơn 20 bộ phim, trong đó có Jutro premiera (1962), Lekarstwo na miłość (1967) và Rzeczpospolita Babska (1969).
Trong sự nghiệp sân khấu của mình, bà là diễn viên của Nhà hát Ateneum, TR Warszawa, Nhà hát Ba Lan tại Poznań, Nhà hát Wola, Nhà hát Rampa, Nhà hát Finestra và Nhà hát kịch hài Warszawa.
Sienkiewicz chủ yếu hát các bài thơ của Agnieszka Osiecka, Konstanty Ildefons Gałczyński và Olga Lipińska. Năm 2007, bà được trao tặng Huân chương Văn hóa - Nghệ thuật Gloria.
Krystyna Sienkiewicz qua đời vào năm 2017 tại Warszawa. Thi hài bà được chôn cất tại Nghĩa trang Quân đội Powązki.